# Martin Pring
Martin Pring (* 1580 in Bristol; † 1626 ebenda) war ein englischer Seefahrer, Entdecker und Kommandant, der insbesondere für seine Expedition nach Neuengland im Jahre 1603 bekannt ist.

## Reise nach Neuengland
Der 1580 in Bristol geborene Martin Pring wurde 1603 von einer Gesellschaft von lokalen Unternehmern und Richard Hakluyt verpflichtet, mit den Schiffen Speedwell und Explorer in die unter dem Namen Virginia bekannten Besitzungen zu segeln. Diese Expedition, an der 43 Seeleute teilnahmen, war als reine Entdeckungsreise geplant.
Die erste Landberührung erfolgte am Eingang der Penobscot Bay im heutigen Bundesstaat Maine, von wo aus die Reise – der Küste folgend – in Richtung Südwesten fortgesetzt wurde. Hauptsächlich wurden Flussmündungen erkundet, um Ankerplätze für künftige Expeditionen zu finden. So wurden die Mündungen von Saco River, Kennebunk River und York River erkundet, bevor man im Ästuar des Piscataqua River an der heutigen Grenze zum Bundesstaat New Hampshire einen idealen Ankerplatz fand. Die Suche nach Bewohnern führte zum Zusammentreffen mit den Abenaki, welches mit bewaffneten Auseinandersetzungen endete.
Nach der Erkundung der Great Bay segelten die Schiffe weiter zur Mündung des Pamet River an der Halbinsel Cape Cod, wo sie nahe Cornhill ein Depot anlegten, welches die Pilgerväter bei ihrer Ankunft noch vorfanden. Vor ihrer Rückreise nach England Ende Juli 1603 ernteten die Teilnehmer der Expedition noch einige der zahlreichen Sassafrasbäume, die zu dieser Zeit in Europa zur Herstellung von „Lebenselixieren“ verwendet wurden.

## Weiteres Leben
In den Folgejahren führte Pring weitere erfolgreiche Expeditionen nach Guinea, in die Karibik und nach Maine, wobei seine exakten Kartierungen ihm große Anerkennung und eine Anstellung bei der Niederländischen Ostindien-Kompanie einbrachten, in deren Diensten er rasch Karriere machte. Ab dem Jahr 1619 war er Kommandant der Schiffsflotte der Company. 1621 kehrte er nach England zurück und wurde Freeman der Virginia Company, ausgestattet mit 200 Acre Land. 1626 starb er 46-jährig in Bristol und wurde in der dortigen St Stephen's Church beigesetzt.
Richard Hakluyt erhielt die gesammelten Reiseberichte der Expedition von 1603, veröffentlichte sie jedoch nie. Erst Samuel Purchas, der die Papiere nach Hakluyts Tod erbte, veröffentlichte die Erzählungen 1625 im vierten Band seiner Reihe Pilgrimes.